# Thérapie de couples
Pour plus de détails, voir Fiche technique et Distribution.
Thérapie de couples ou Couples en vacances au Québec (Couples Retreat) est un film américain sorti en 2009.

## Synopsis
Dave, un revendeur de Guitar Hero, et Ronnie, une mère au foyer, sont un couple typique qui élève deux jeunes enfants dans la banlieue de Chicago. Ils subissent divers stress, notamment celui de redécorer leur maison et d'élever leurs enfants. Joey et Lucy sont ensemble depuis le lycée et ont une fille adolescente intelligente mais naïve, Lacey. Leur relation bat de l'aile et ils envisagent même de divorcer lorsque Lacey partira à l'université. Jason et Cynthia sont un couple névrosé qui a tenté à plusieurs reprises de concevoir un enfant, et Shane, récemment divorcé, a une petite amie beaucoup plus jeune, Trudy.
Lors de la fête d'anniversaire du fils de Dave, Jason et Cynthia, à l'aide d'une présentation PowerPoint, annoncent que leur mariage est en difficulté et qu'ils envisagent de divorcer car ils ne peuvent pas avoir de bébé. Dans un ultime effort, ils ont trouvé un centre de thérapie de couple appelé Eden. Le forfait Pélican leur permet de bénéficier de la moitié du prix normal s'ils parviennent à convaincre trois autres couples de les rejoindre. Dans leur présentation, ils montrent des photos de plages ensoleillées et de lieux magnifiques. Ils assurent aux autres que la thérapie de couple est purement facultative.
Dave et Ronnie insistent sur le fait qu'ils ne peuvent pas y aller à cause de leurs enfants et refusent le voyage. Au milieu de la nuit, Jason déclenche leur alarme pour essayer de vendre l'idée de la retraite. Le vacarme réveille les enfants, qui ont entendu leurs parents dire qu'ils ne pouvaient pas partir à cause d'eux. Craignant que leurs parents n'envisagent le divorce, les enfants se sont déjà arrangés pour que le père de Dave, Grand-père Jim-Jim, fasse du baby-sitting afin que leurs parents puissent aller à Eden.
La retraite s'avère être divisée en Eden Ouest et Eden Est. L'Ouest est destiné aux couples et utilise le slogan "Stay Together" (Restez ensemble). L'Est est destiné aux célibataires et utilise le slogan "Come Together" (Venez nous rejoindre). Les participants de l'Est et de l'Ouest ne sont pas autorisés à se mélanger.
À leur arrivée à Eden West, les quatre couples se voient présenter leurs villas. Lors du dîner, l'hôte de la station, Sctanley, les informe que la thérapie de couple de 6 heures du matin est obligatoire. Si un couple n'y assiste pas, cela sera considéré comme une indication qu'il veut partir, et un remboursement pour Eden sera effectué, mais pas pour leur billet d'avion. Le groupe débat de ce qu'il faut faire. Après un dîner délicieux, ils décident de s'accommoder de "quelques heures" de thérapie afin de profiter des autres commodités de la station.
Le matin, chaque couple rencontre un thérapeute attitré. Les quatre couples s'entendent dire qu'ils ont des problèmes, même Ronnie et Dave, qui pensaient qu'ils allaient bien. Ils subissent les méthodes inhabituelles de Marcel, le propriétaire de la station, qui les oblige à nager avec des requins citron et à les nourrir, ainsi qu'à suivre des séances de yoga avec Salvadore, un instructeur lascif.
La quatrième nuit, Trudy s'échappe vers Eden East. Les sept autres, encouragés par Joey, partent à sa recherche. Après une dispute entre Cynthia et Jason, les hommes et les femmes se séparent. Alors qu'ils essaient de trouver leur chemin vers la station, les hommes finissent par se disputer et par pointer du doigt les erreurs de mariage de chacun.
Les femmes rencontrent Salvadore qui les emmène à Eden East. Les hommes trouvent le salon du personnel où ils trouvent Sctanley jouant à Guitar Hero. Il menace de les dénoncer à Marcel, mais Dave le défie au jeu (sans dire à Sctanley qu'il a aidé à produire le jeu). Sctanley, après avoir perdu le pari, les dirige vers Eden East, même s'il sait qu'il a été trompé par Dave.
Lorsqu'ils arrivent, Dave se rend compte de la chance qu'il a avec Ronnie. Il l'accompagne pour être seul près d'une chute d'eau. Joey trouve Lucy avec Salvadore et l'assomme, ce qui lui permet de se retrouver avec elle. Cynthia et Jason partagent un verre et finissent par devenir intimes. Shane tombe sur son ex-femme, qui lui avoue qu'elle l'aime toujours. Shane dit à Trudy de rester à Eden East et de profiter de son célibat, puis il part avec son ex-femme. Les quatre couples retournent à Eden West.

## Fiche technique
- Titre original : Couples Retreat
- Titre français : Thérapie de couples
- Titre québécois : Couples en vacances
- Réalisation : Peter Billingsley
- Scénario : Dana Fox, Jon Favreau, Vince Vaughn
- Production : John Isbell, Scott Stuber (en), Vince Vaughn, Guy Riedel, Micah Mason, Sandra J. Smith, Udi Nedivi
- Musique : Allah Rakha Rahman
- Genre : Comédie romantique
- Dates de sortie :
  - États-Unis : 9 octobre 2009
  - France : 24 février 2010

## Distribution
- Vince Vaughn (VF : Stéphane Bazin ; VQ : François L'Écuyer) : Dave
- Jason Bateman (VF : Bruno Choël ; VQ : Martin Watier) : Jason
- Faizon Love (VF : Emmanuel Jacomy ; VQ : Widemir Normil) : Shane
- Jon Favreau (VF : Stefan Godin ; VQ : Sylvain Hétu) : Joey
- Malin Åkerman (VF : Agathe Schumacher ; VQ : Camille Cyr-Desmarais) : Ronnie
- Kristen Bell (VF : Laura Blanc ; VQ : Catherine Proulx-Lemay) : Cynthia
- Kristin Davis (VF : Élisabeth Fargeot ; VQ : Viviane Pacal) : Lucy
- Kali Hawk (en) (VF : Bérangère Allaux ; VQ : Claudia-Laurie Corbeil) : Trudy
- Tasha Smith (en) (VQ : Catherine Hamann) : Jennifer
- Carlos Ponce (VF : Julien Kramer ; VQ : Patrick Chouinard) : Salvadore
- Peter Serafinowicz (VF : Pierre Tessier ; VQ : Marc-André Bélanger) : Sctanley
- Jean Reno (VF : lui-même ; VQ : Guy Nadon) : Marcel
- Jonna Walsh (VQ : Sarah-Jeanne Labrosse) : Lacey
- Gattlin Griffith (VQ : Gabrielle Thouin) : Robert
- Temuera Morrison (VF : Yann Guillemot) : Briggs
- Colin Baiocchi : Kevin

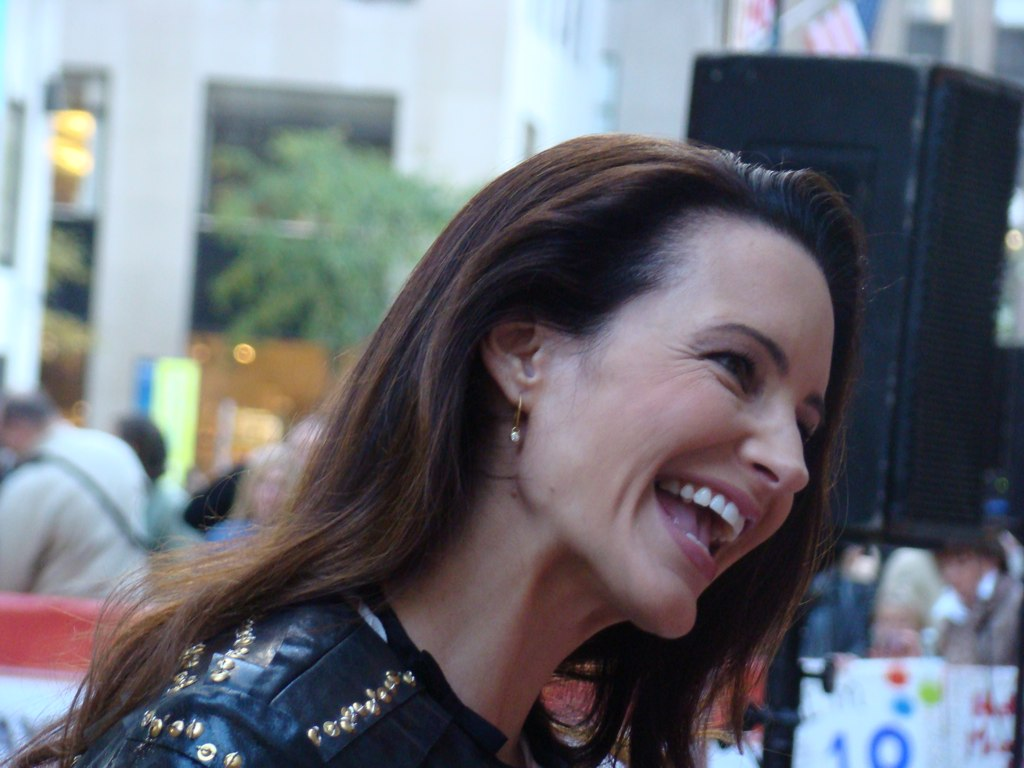
L'actrice Kristin Davis à la première du film à New York en octobre 2009.

- Vernon Vaughn : le grand-père Jim Jim
- Jersey Jim : le magicien
- Paul Boese : le vendeur de motos
- Daniel Theodore : le vendeur no 1
- Phillip Jordan : le vendeur no 2
- John Michael Higgins (VF : Pierre-François Pistorio) : le thérapeute no 1
- Ken Jeong (VF : Stéphane Miquel) : le thérapeute no 2
- Charlotte Cornwell (en) : la thérapeute no 3
- Amy Hill : la thérapeute no 4
- Karen David : la personne chargée du spa
- Bronx Style Bob (en) (VF : Asto Montcho) : le DJ d'Eden Est
- Alyssa Smith : la danseuse
- Alexis Knapp : le danseur
- Joy Bisco : le maître d'hôtel
- Janna Fassaert : la masseuse
- Xavier Tournaud : le masseur
- Dana Fox : la serveuse
- Christophe Santoro : le majordome
- Thierry CADEAU   matelot de pont

 Source et légende : version française (VF) sur RS Doublage et selon le carton du doublage français sur le DVD zone 2.

## Autour du film
Le jeu Guitar Hero auquel les personnages de Vince Vaughn et Peter Serafinowicz jouent pendant le film est Guitar Hero : World Tour, sorti en 2008, or la chanson qu’ils jouent, à savoir "Lonely is the Night" de Billy Squier, ne figure pas dans la liste des chansons de ce jeu-là, mais de la suite, Guitar Hero 5, sorti en 2009, année de la sortie du film, du coup après le tournage du film, Guitar Hero 5 n’existant pas encore à cette époque.